# Cappella Maggiore
Cappella Maggiore é uma comuna italiana da região do Vêneto, província de Treviso, com cerca de 4.412 habitantes. Estende-se por uma área de 11 km², tendo uma densidade populacional de 401 hab/km². Faz fronteira com Colle Umberto, Cordignano, Fregona, Sarmede, Vittorio Veneto.

## Demografia
| Variação demográfica do município entre 1861 e 2011                               |
|                                                                                   |
| Fonte: Istituto Nazionale di Statistica (ISTAT) - Elaboração gráfica da Wikipedia |